# Big, Bigger, Biggest
Big, Bigger, Biggest is een Britse documentaireserie die voor het eerst werd uitgezonden in 2008. In totaal werden er 20 afleveringen geproduceerd verspreid over drie seizoenen. De afleveringen zijn uitgezonden op National Geographic Channel en Special Broadcasting Service.

## Format
Elke aflevering verkent de technische doorbraken die het mogelijk hebben gemaakt om de constructies van tegenwoordig te ontwikkelen. In de loop van de aflevering krijgen de kijkers uitgelegd welke zes historische uitvindingen en ontdekkingen het ingenieurs mogelijk maakt om 's werelds grootste constructies te bouwen. Het beeldmateriaal van de bouw van 's werelds grootste constructie in zijn soort wordt vergezeld door computer gegenereerde beelden. Deze beelden geven de grootte van de objecten, de verschillende ontwerpen die er mogelijk overwogen zijn weer en wat er kan gebeuren als de ingenieurs een fout hebben gemaakt.

## Afleveringen

### Serie 1 (2008)
| # | Titel            | Oorspronkelijke uitzenddatum | Onderwerp |
| - | ---------------- | ---------------------------- | --- |
| 1 | Skyscraper       | 1 april 2008                 | Deze aflevering kijkt naar de historie van een ontwikkelingen in de bouw van wolkenkrabbers met als uiteindelijke grootste constructie de 828 meter hoge Burj Khalifa in Dubai.                          |
| 2 | Aircraft Carrier | 15 april 2008                | Deze aflevering kijkt naar een van de grootste oorlogsschepen in de wereld: de USS Nimitz (CVN-68), het supervliegdekschip zou niet mogelijk zijn geweest zonder zeven historische uitvindingen.         |
| 3 | Bridge           | 4 oktober 2008               | Deze aflevering kijkt naar hoe doorbraken met verschillende hangbruggen het uiteindelijk mogelijk maakten om de overbrugging van 1991 meter van de Akashi-Kaikyo-brug te realiseren.                     |
| 4 | Airport          | 29 oktober 2008              | De luchthaven London Heathrow is de drukste internationale luchthaven ter wereld. Deze aflevering volgt de bouw van terminal 5, een extra terminal om een extra 30 miljoen passagiers mogelijk te maken. |

### Serie 2 (2009)
| #  | Titel         | Oorspronkelijke uitzenddatum | Onderwerp |
| -- | ------------- | ---------------------------- | --- |
| 1  | Tunnel        | 28 juli 2009                 | Deze aflevering kijkt naar welke ontwikkelingen er in de tunnelbouw nodig waren om de 57 kilometer lange Gotthard-basistunnel te bouwen. De tunnels die in deze aflevering worden aangehaald als nodig voor de ontwikkeling Gotthard-basistunnel zijn de Thames Tunnel (370 meter), de Box Tunnel (2940 meter), de Mersey Railway Tunnel (3920 meter), de Simplontunnel (19.800 meter) en de Kanaaltunnel (50.600 meter).                                   |
| 2  | Submarine     | 4 augustus 2009              | Deze aflevering kijkt naar welke ontwikkelingen er in de bouw van onderzeeërs nodig waren om de bouw van de USS Pennsylvania (SSBN-735) van de United States Navy mogelijk te maken. De onderzeeërs die in deze aflevering worden aangehaald als nodig voor de ontwikkeling van de 171 meter lange USS Pennsylvania zijn de Turtle (2 meter lang), H L Hunley (13 meter), U-66 (77 meter), USS Nautilus (99 meter) en de USS George Washington (116 meter). |
| 3  | Aircraft      | 11 augustus 2009             | Deze aflevering kijkt naar de ontwikkeling van vliegtuigen die het uiteindelijk mogelijk hebben gemaakt om de Antonov An-124 te bouwen, een van de grootste vliegtuigen ter wereld met de capaciteit om 50 familieauto's te vervoeren. |
| 4  | Oil Rig       | 18 augustus 2009             | Deze aflevering kijkt naar de ontwikkeling van olieplatforms die het mogelijk hebben gemaakt om op een diepte van twee kilometer naar olie te boren met het Perdido oil platform. |
| 5  | Ferris Wheel  | 29 september 2009            | Deze aflevering kijkt naar welke ontwikkelingen er in de bouw van reuzenraderen nodig waren om de bouw van het op dat moment grootste reuzenrad ter wereld te bouwen met een hoogte van 165 meter: de Singapore Flyer. |
| 6  | Space Station | 8 september 2009             | Deze aflevering kijkt naar welke technologische ontwikkelingen in de constructie van ruimtestations die het internationaal ruimtestation ISS mogelijk hebben gemaakt. |
| 7  | Dam           | 15 september 2009            | Deze aflevering kijkt naar welke ontwikkelingen in de bouw van waterkrachtcentrales die de bouw van de Drieklovendam mogelijk maken. De dammen die in deze aflevering worden aangehaald als nodig voor de ontwikkeling van de 22.500 MW producerende Drieklovendam zijn de Debdondam (4 kW), de Marègesdam (128 MW), de Hooverdam (1345 MW) , de Grand Couleedam (2000 MW) en de Stuwdam van Krasnojarsk (6000 MW).                                         |
| 8  | Cruise Liner  | 1 september 2009             | Deze aflevering kijkt naar welke ontwikkelingen in de bouw van cruiseschepen nodig waren om de Independence of the Seas mogelijk te maken met zijn 160.000 ton. |
| 9  | Dome          | 25 augustus 2009             | Deze aflevering kijkt naar welke ontwikkelingen in de bouw van koepels die de bouw van Ōitastadion in Japan mogelijk hebben gemaakt. |
| 10 | Telescope     | 22 september 2009            | Deze aflevering kijkt naar welke ontwikkelingen er op het gebied van telescopen nodig waren voor de bouw van de Large Binocular Telescope. |

### Serie 3 (2011)
| # | Titel      | Oorspronkelijke uitzenddatum | Onderwerp |
| - | ---------- | ---------------------------- | --- |
| 1 | Canal      | 5 juli 2011                  | Deze aflevering kijkt naar welke ontwikkelingen er nodig waren in de bouw van kanalen om de uitbreiding van het Panamakanaal (van 410.000.000 ton) mogelijk te maken. De kanalen die in de aflevering worden aangehaald en aan de basis staan van het Panamakanaal zijn het Briarekanaal (160.000 ton), Bridgewater Canal (3.000.000 ton) en Manchester Ship Canal (18.500.000 ton).                                 |
| 2 | Icebreaker | 19 juli 2011                 | Deze aflevering kijkt naar welke ontwikkelingen er zijn geweest in de constructie van ijsbrekers die uiteindelijk de ijsbreker Timofey Guzhenko mogelijk hebben gemaakt. De ijsbrekers die in de aflevering worden aangehaald en aan de basis staan van de Timofey Guzhenko met zijn kracht van 93.500 ton zijn de Eisbrecher Eins (500 ton), Lenin (16.000 ton) en de Polarstern (17.300 ton).                      |
| 3 | Metro      | 12 juli 2011                 | Deze aflevering kijkt naar welke ontwikkelingen er zijn geweest in de constructie van metrolijnen die uiteindelijk de uitbreiding van de metro van Londen (tot 402 kilometer) mogelijk heeft gemaakt. De metrolijnen die in de aflevering worden aangehaald en aan de basis staan zijn de City & South London Railway (6 kilometer lang), New York City Subway (15 kilometer) en de Metro van Parijs (91 kilometer). |
| 4 | Prison     | 2 augustus 2011              | Deze aflevering kijkt naar de ontwikkeling van gevangenissen die aan de wieg stonden van de North Branch Correctional Institution in de Verenigde Staten. De gevangenissen die in de aflevering worden aangehaald en aan de basis staan van North Branch zijn de Tower of London, Eastern State Penitentiary en Alcatraz.                                                                                            |
| 5 | Tower      | 26 juli 2011                 | Deze aflevering kijkt naar welke ontwikkelingen er zijn geweest in de constructie van torens die uiteindelijk hebben geleid tot de Canton Tower in China. |
| 6 | Train      | 2 augustus 2011              | Deze aflevering kijkt naar de ontwikkeling van treinen die uiteindelijk hebben geleid in de bouw van de snelste trein de SNCF: de AGV. De treinen die in de aflevering worden aangehaald zijn The Rocket (30 mph), de Mallard (126 mph), de Shinkansen (185 mph) en de TGV (357 mph). |